# Aleurothrixus floccosus
Bọ phấn ổi sáp bông (Aleurothrixus floccosus) là một loài côn trùng cánh nửa trong họ Aleyrodidae, phân họ Aleyrodinae.
Aleurothrixus floccosus được Maskell miêu tả khoa học đầu tiên năm 1896.